# Криптекс

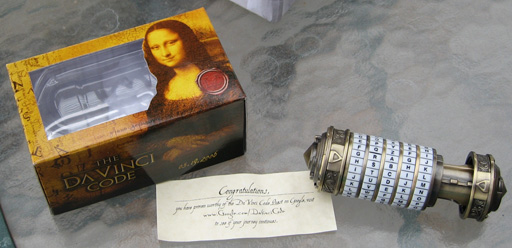
Копія криптекса. Приз з Google Da Vinci Code Quest Contest

Криптекс (англ. Cryptex) — неологізм, придуманий автором Деном Брауном в його романі «Код да Вінчі» в 2003 році, який означає портативне сховище, використовуване для секретних повідомлень. Це складання слів «криптографія» і «кодекс» — «цілком відповідна назва для приладу, що використовує науку криптологію з метою захисту інформації, нанесеної на валик або сувій» (цитата з глави 47 роману). Перший працюючий криптекс був створений в 2004 р. Джастіном Кірком Невінсом.

## Дизайн і функції
Перший криптекс, описаний в романі як кам'яний циліндр, що містить «п'ять мармурових дисків розміром з пампушку, які накладалися один на одного і скріплювалися між собою витонченою мідною смужкою». Можливість заглянути всередину порожнистого циліндра виключали кришки, що знаходяться на торцях. Кожен диск з вирізаним на нім алфавітом міг обертатися незалежно від інших таким чином, що у результаті з них можна було скласти слово або комбінацію з п'яти літер.
Криптекс працює «за принципом сучасних комбінаційних замків для велосипеда», і якщо обертати диски у правильній послідовності і зібрати правильний пароль, то «внутрішні тумблери вишикуються так, як потрібно, і циліндр розпадеться на частини». У внутрішньому відсіку криптекса секретна інформація, написана на тонкому папірусі, обернута навколо крихкого флакона з оцтом (як захід безпеки від грубого злому): якщо не знати пароль, але спробувати проникнути всередину силою — флакон розіб'ється і оцет розчинить папірус до того, як він може бути прочитаний.

## У сучасній культурі
- У другому сезоні четвертого епізоду, «The Brothers Grimoire», в серіалі Відьми Іст-Енду (Witches of East End), криптекс (Cryptex Security Box) дається Деш і Кіліану як спадок від їх матері.
- У реаліті-шоу «Treasure Hunters» на NBC криптекс був серед інших загадок, які потім були використані у фіналі.
- У третьому сезоні телешоу «Еврика» (Eureka), епізод «Phased and Confused», практично криптекс, що не розбивається, був ключем до прихованого підземного бункеру.
- У четвертому сезоні телешоу «Parks and Recreation», епізод «Operation Ann», криптекс був даний як перша підказка ретельно продуманого полювання на сміття. Криптекс не був розгаданий, а був розбитий молотком, щоб дістати повідомлення.
- У 88 епізоді південно-корейського шоу «Running Man» акторський склад повинен був знайти і прочитати підказки, що знаходяться у інших співробітників, щоб відкрити криптекс.
- У четвертому сезоні американського серіалу Щоденники Вампірів (The Vampire Diaries), епізод «Down the Rabbit Hole», з'являється меч з криптексом під його руків'ям.